# Наришево
Нари́шево (рос. Нарышево, башк. Нарыш) — присілок у складі Бураєвського району Башкортостану, Росія. Входить до складу Бадраковської сільської ради.
Населення — 106 осіб (2010; 124 у 2002).
Національний склад:
- башкири — 100 %